# Простиль

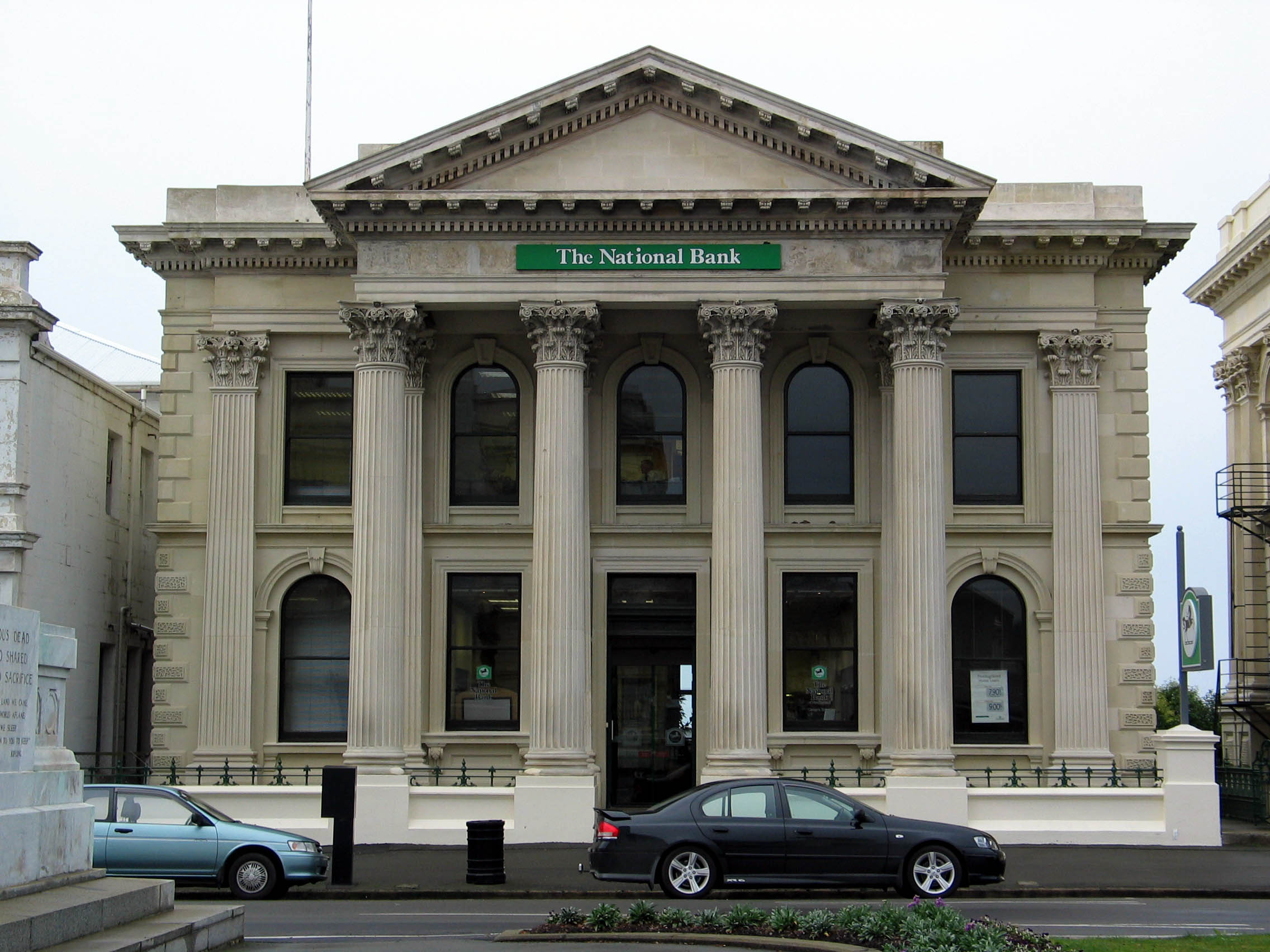
Національний банк, Нова Зеландія

Про́стиль (грец. πρόςτνλος) — тип античного храму. Прямокутна в плані будова, що має на головному фасаді один ряд колон.
Термін «простиль» також використовується для позначення портика, що виступає на головному фасаді споруди.

### Приклади простилю
- Храм Деметри, Мілет
- Храм Зевса, Магнісія-на-Меандрі
- Храм Аполлона, Афінська агора